# Jean Ayrault
Pour les articles homonymes, voir Ayrault.
Jean Ayrault, procureur du roi à l'élection d'Angers et maire d'Angers. Il fut d'abord Conseiller-échevin de la ville d'Angers en 1572 puis fut élu et réélu maire d'Angers, pour plusieurs mandats municipaux, du 1er mai  1578 au 1er mai 1582.